# Gian Töndury (Mediziner)

Gian Töndury, um 1968

Gian Töndury (* 17. März 1906 in Samedan; † 15. März 1985 in Zürich) war ein Schweizer Arzt und Anatom. Er war Professor für Anatomie und Entwicklungsgeschichte an der Universität Zürich.

## Leben
Gian Töndury studierte Medizin an der Universität Zürich. Nach der Promotion zum Dr. med. 1931 habilitierte er sich 1935 und lehrte als Privatdozent für Anatomie. 1949 wurde er an der Universität Zürich zum Professor für Anatomie und Entwicklungsgeschichte berufen. 1954 amtete er als Dekan der medizinischen Fakultät und 1968–1969 als Rektor der Universität. 1977 wurde er emeritiert.
Gian Töndury erhielt verschiedene Auszeichnungen, darunter 1962 den Otto Naegeli-Preis, und war 1959–1964 Präsident der Schweizerischen Naturforschenden Gesellschaft. 1958 wurde Töndury in die Leopoldina gewählt.

## Schriften (Auswahl)
- Angewandte und topographische Anatomie. Ein Lehrbuch für Studierende und Ärzte. Fretz & Wasmuth, Zürich 1949.
- Embryopathien. Über die Wirkungsweise (Infektionsweg und Pathogenese) von Viren auf den menschlichen Keimling. Springer, Berlin 1962.
- Bernhard Tillmann, Gian Töndury: Bewegungsapparat. Band I in: Rauber/Kopsch. Anatomie des Menschen. Herausgegeben von: H. Leonhardt, B. Tillmann, G. Töndury, K. Zilles. Thieme, Stuttgart / New York 1987.